# La Gruta Simbólica
La Gruta Simbólica fue una tertulia literaria realizada en Bogotá entre finales de 1900 y diciembre de 1903. Funcionó durante la Guerra de los Mil Días y congregó hasta setenta autores, poetas, músicos y artistas de filiaciones políticas diversas. Su nombre aludía en tono irónico a la escuela simbolista francesa, aunque su producción literaria suele identificarse más con el romanticismo, el repentismo y el humor epigramático formalizado en lo popular.

## Historia y contexto
La tertulia surgió durante la guerra civil entre liberales y conservadores (1899–1902), período en que se impuso un toque de queda nocturno en Bogotá. Una noche el poeta Julio Flórez y varios amigos simularon ser médicos de urgencia para evitar una detención militar; tras resguardarse en la casa del médico Rafael Espinosa Guzmán, improvisaron versos, chistes, cuentos y sainetes hasta el amanecer. Esa reunión fundacional dio origen a una práctica que continuaría rutinariamente que consistía en reunirse por las noches en casa de Espinosa, aunque luego lo harían también en tiendas, restaurantes y cafés que funcionaban como preámbulo o cierre de sesión.
El domicilio utilizado fue la casa ubicada en la acera occidental de la carrera 5 entre calles 16 y 17; contaba con dos salones adecuados para veladas de lectura y arte oral, y se mantuvo como sede principal hasta fines de 1903.

## Miembros y dinámica

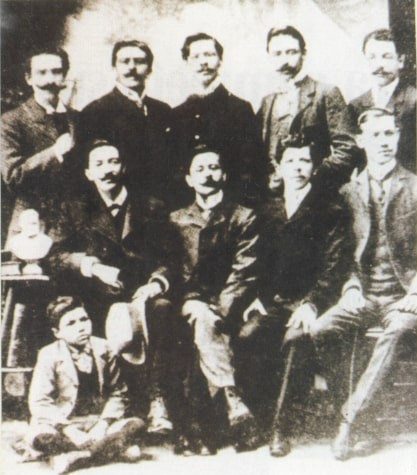
Contertulios de la Gruta Simbólica. De derecha a izquierda: de pie, Clímaco Soto Borda, Rafael Espinosa Guzmán, Víctor Manuel Londoño, Gaitán e Hinestrosa; sentados, Julio Flórez, Manuel Pérez Sarmiento, Maximiliano Grillo y Enrique Olaya Herrera.

El número de participantes creció hasta contar con unos 60 o 70 contertulios. Entre los más activos se incluyen al médico-poeta Rafael Espinosa Guzmán, Julio Flórez, Clímaco Soto Borda, Luis María Mora, Federico Martínez Rivas, Federico Rivas Frade, Julio de Francisco, Maximiliano Grillo, Roberto Mac Douall, Carlos Villafañe, Miguel Peñarredonda, Diego Uribe y Jorge Pombo Ayerbe. Además, integraron ocasionalmente figuras como Antonio María “Jetón” Ferro y escritores como Guillermo Valencia, Aquilino Villegas Hoyos y Eduardo Echeverría, quienes también solían participar en las sesiones musicales.
La tertulia no exigió afiliación formal ni membresía fija; sus integrantes se nombraban acompañantes o compañeros, no socios ni académicos. El criterio de inclusión combinaba inclinación literaria, sentido del ingenio y afinidades personales antes que filiaciones partidistas. En efecto, la Gruta se conformó como un paraíso apolítico en un período de grandes tensiones partidistas en la historia de Colombia. 

## Actividades creativas y publicación
Según recuentos, las reuniones empezaban a las 8:00 de la noche y continuaban hasta la madrugada, límite impuesto por el horario del toque de queda. Se dedicaron a realizar actividades como recitales poéticos, improvisación de sonetos (a los que llamaban "chispazos"), sainetes satíricos, conciertos de tiple, guitarra o violín y pequeñas obras de teatro o zarzuelas. La tertulia fue conocida por la cultura del licor compartido. Juana Salamanca Uribe resume cómicamente este comportamiento asegurando que los asistentes bebían “hasta el agua de los floreros” durante las veladas.
A partir del 13 de julio de 1903 comenzó a circular la revista semanaria La Gruta, dirigida por Rafael Espinosa Guzmán y Federico Rivas Frade. Su propósito fue publicar las obras inéditas de los miembros del grupo, acompañadas de crítica literaria y apuntes sobre la vida bogotana. La revista se publicó hasta los números 24 y 25 del 27 de febrero de 1904, en los que se solicitaba explícitamente a los integrantes de la tertulia a contribuir de forma más activa a causa de un declive en la participación.

## Disolución
Con la dimisión en 1909 del presidente conservador Rafael Reyes se eliminó el toque de queda, lo que consecuentemente volvió obsoletas las tertulias clandestinas nocturnas. Sin ese contexto, el grupo perdió resonancia y su actividad se fue reduciendo. Las reuniones formales cesaron en diciembre de ese año.

## Legado
Pese a su duración breve, la Gruta Simbólica influenció la literatura colombiana del siglo XX por su combinación de ingenio oral, poesía popular y crítica sociopolítica doméstica. Algunos miembros continuaron publicando y ejercieron influencia en medios culturales y académicos a lo largo del siglo. En 1951 se compiló el libro La Gruta Simbólica y reminiscencias del ingenio y la bohemia en Bogotá (reimpresa por el Banco Popular en 1981), basado en apuntes de José Vicente Ortega y "Jetón" Ferro.